# Glaphyra gilvitarsis
Glaphyra gilvitarsis är en skalbaggsart som beskrevs av Holzschuh 2006. Glaphyra gilvitarsis ingår i släktet Glaphyra och familjen långhorningar. Inga underarter finns listade i Catalogue of Life.